# Silvia Sommerlath
Silvia Renate Sommerlath (Heidelberg, 23 december 1943) (Zweeds: Silvia Renate, Sveriges Drottning), is sinds haar huwelijk met Carl Gustaf in 1976 koningin van Zweden.

Monogram van Silvia, koningin van Zweden

## Achtergrond
Koningin Silvia is de enige dochter van de Duitse zakenman Walther Sommerlath en de Braziliaanse Alice Soares de Toledo. Haar vader was directeur van de Braziliaanse afdeling van het Zweedse bedrijf Böhler-Uddeholm. Silvia werd tijdens de Tweede Wereldoorlog geboren in Heidelberg (Duitsland). In 1947 verhuisde de familie naar Brazilië en Silvia groeide op in São Paulo. In 1957 keerde de familie terug naar Duitsland. Silvia heeft drie nationaliteiten: Duits, Braziliaans en Zweeds.

## Carrière
Voor haar huwelijk werkte Silvia op het Argentijnse consulaat in München, was een gastvrouw gedurende de Olympische Spelen en was dienstdoend hoofd van Protocol voor de Winterspelen in Innsbruck, Oostenrijk.
Silvia is gediplomeerd tolk-vertaler. Ze spreekt zes talen: Zweeds, Duits, Portugees, Frans, Spaans en Engels. Silvia is ook grotendeels vloeiend in gebarentaal.

## Huwelijk

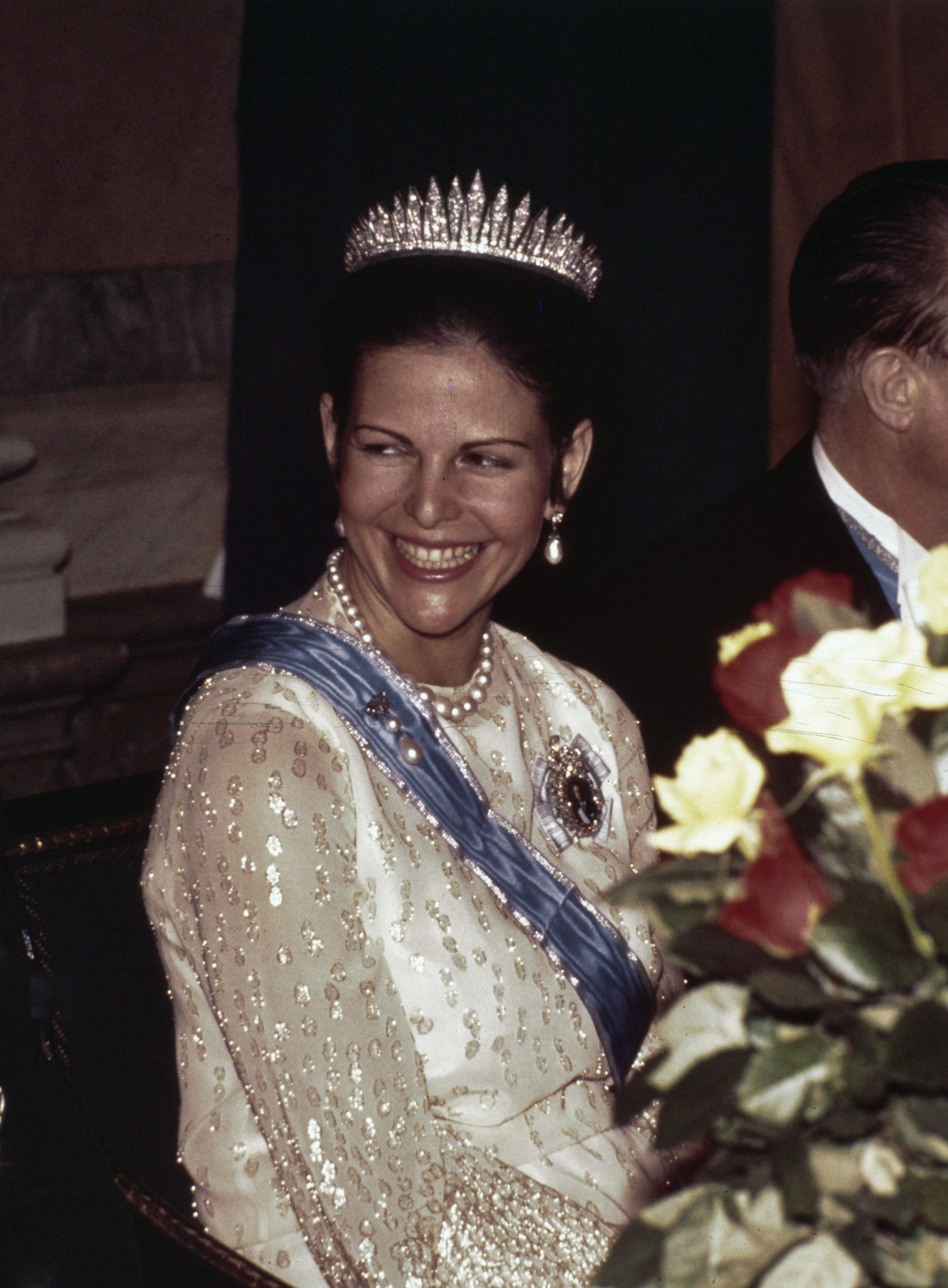
Koningin Silvia in 1977

Tijdens de Olympische Spelen van 1972 in München, leerde zij haar man, de Zweedse kroonprins Carl Gustaf kennen. Na de dood van koning Gustaaf VI Adolf op 14 september 1973 werd Carl Gustaf koning.
Op 12 maart 1976 werd de verloving van Carl Gustaf en Silvia bekendgemaakt. Ongeveer drie maanden later, op 19 juni 1976, trouwden ze in de Storkyrkan, de domkerk van Stockholm.

## Kinderen
Het echtpaar kreeg drie kinderen:
- kroonprinses Victoria (1977)
- prins Carl Philip (1979)
- prinses Madeleine (1982)

- Gemeinsame Normdatei: 118614398
- International Standard Name Identifier: 0000 0001 0535 1633
- KulturNav: ffbe0576-b8b7-40dd-a8de-58c666d8449d
- Library of Congress Control Number: n79043924
- Nationale Bibliotheek van Letland: 000268872
- Nationale Bibliotheek van Israël: 987008575667905171
- LIBRIS: 217145
- Système universitaire de documentation: 059898577
- Virtual International Authority File: 71365969
- WorldCat: E39PBJp9xk9Frvv8HgcQwyDXh3